# Нифон (Русайлэ)
Митрополи́т Ни́фон (рум. Mitropolit Nifon, в миру Николае Русайлэ, рум. Nicolae Rusailă; 1789, Бухарест — 5 мая 1875, Бухарест) — епископ Румынской православной церкви, митрополит Унгровлахии (1850—1865), а затем митрополит-примас Румынии (1865—1875). Сыграл важную роль в объединении румынских княжеств 1859 года.

## Биография
Родился в 1789 году (в 1797 году согласно Димитрию Розетти), в Бухаресте в румынской семье. Он посещал церковную школу Оцетари. В 1809 году поступил в монастырь Черника, где принимает монашество с именем Нифон. Он был рукоположён иеродиакона, а в 1826 году — в иеромонаха.
1 февраля 1827 года епископом Рымникским Неофитом возведён в эконома, ставрофора и протосинкелла Рымникской епархии, а в 1836 году — в архимандрита. После того, как епископ Неофит занимает митрополичью кафедру, он назначен 19 декабря 1839 года настоятелем в Монастырь Коция.
В конце 1841 года он назначен викарием Унгровлашской митрополии. 24 октября 1842 года был состоялась его епископская хиротония — он становится титульным епископом Севастийским, сохранив должность викария митрополии. Во время Революции в 1848 году был назначен временным управляющим Рымникской епархии (январь 1848 — сентябрь 1850), а после отставки митрополита Неофита он управлял, как викарий, Унгровлашской митрополией (11 августа 1849 — 14 сентября 1850).
14 сентября 1850 года был избран митрополитом Унгровлашским. 8 октября 1850 года состоялась его интронизация. Епархиальные богословские семинарии, закрытые в ходе революции 1848 года, вновь открылись в 1851 году. В 1852 году он основал типографию, в которой он редактировал почти все книги о работе (позже он взял её на себя). За свой счёт он переделал несколько монастырей (Монастырь Замфира, Скит Четэцуй в Рымнику-Вылча) и заложил фундамент церкви в Летке-Ноуэ.
Митрополит Нифон исполнил ad hoc должность президента Дивана в Бухаресте 29 сентября 1857 года и избирательного собрания, избравшего господаря Александра Йоана Кузу 24 января 1859 года. В 1864 году создан и Сенат Румынии, митрополит Нифон стал первым председателем Сената. Во время его предстоятельства были проведены известные церковные реформы Александра Йоанна Кузы (секуляризация монастырских богатств, Синодальный закон, Закон о назначении митрополитов и епархиальных архиереев).
11 января 1865 года ему было присвоено звание «митрополит-примас» Румынии.
10 мая 1866 года приветствует принца Кароля, который в тот же день присягает на верность митрополиту. В 1872 году был обнародован «органический закон о избрании митрополитов и епископов и о создании Святого Синода».
17 ноября 1872 года на свои средства основал вторую семинарию в Бухаресте с 4 классами, который носила его имя. Этот семинария сохранилась до 1948 года на средства, оставленные митрополитом и доходов поместья Лутка-Ноуа.
Митрополит Нифон скончался 5 мая 1875 года в Бухаресте, похоронен в монастыре Черника.